# Baku Cup 2014
La Baku Cup 2014 è stato un torneo femminile di tennis giocato sul cemento. È stata la 4ª edizione del torneo che fa parte della categoria International nell'ambito del WTA Tour 2014. Si è giocato a Baku in Azerbaigian dal 20 al 27 luglio 2014.

## Partecipanti

### Teste di serie
| Nazionalità | Giocatrice           | Ranking* | Testa di serie |
| ----------- | -------------------- | -------- | -------------- |
| Romania     | Sorana Cîrstea       | 29       | 1              |
| Ucraina     | Elina Svitolina      | 35       | 2              |
| Slovacchia  | Magdaléna Rybáriková | 37       | 3              |
| Giappone    | Kurumi Nara          | 38       | 4              |
| Serbia      | Bojana Jovanovski    | 40       | 5              |
| Austria     | Yvonne Meusburger    | 42       | 6              |
| Regno Unito | Heather Watson       | 57       | 7              |
| Slovacchia  | Jana Čepelová        | 71       | 8              |

* Ranking al 14 luglio 2014.

### Altre partecipanti
Giocatrici che hanno ricevuto una Wild card:
- Ksenija Gaydarzhi
- Ons Jabeur
- Nazrin Jafarova

Giocatrici passate dalle qualificazioni:

- Nigina Abduraimova
- Danka Kovinić
- Kateryna Bondarenko
- Ol'ga Savčuk
- Misa Eguchi
- Vesna Dolonc

## Campionesse

### Singolare
Elina Svitolina ha sconfitto in finale  Bojana Jovanovski per 6-1, 7–6(2).
- È il terzo titolo in carriera per la Svitolina, il primo del 2014 e il secondo consecutivo a Baku.[1]

### Doppio
Aleksandra Panova /  Heather Watson hanno sconfitto in finale  Ioana Raluca Olaru /  Shahar Peer per 6-2, 7–6(3).